# Кота Кинабалу
Кота Кинабалу е град в Източна Малайзия. Населението му е 617 972 жители (2010 г.). Площта му е 351 кв. км. Получава статут на град през 2000 г. Намира се в часова зона UTC+8. Пощенските му кодове са 88xxx; 89xxx, а телефонния 088.